# Rauf Denktaş
Rauf Denktaş (27. ledna 1924 Pafos – 13. ledna 2012 Severní Nikósie) byl kyperský politik turecké národnosti. Absolvoval anglickou střední školu v Nikósii a pracoval jako překladatel, novinář, fotograf, učitel a právník, působil v londýnské advokátní společnosti Lincoln’s Inn. V roce 1958 založil organizaci Türk Mukavemet Teşkilatı, bojující za práva turecké menšiny a proti připojení Kypru k Řecku (tzv. enosis). Po etnických nepokojích v roce 1963 odešel do exilu v Turecku, návrat na ostrov mu byl dovolen až v roce 1968. V roce 1974 nastala turecká invaze na Kypr a Denktaş se stal prezidentem Turky obsazené severní části ostrova. V listopadu 1983 vyhlásil samostatnou republiku Severní Kypr, jejíž existenci však uznalo pouze Turecko. Denktaş vyhrál volby severokyperského prezidenta v letech 1985, 1990, 1995 a 2000. V roce 2005 již nekandidoval, jeho nástupcem se stal Mehmet Ali Talat. Zemřel v roce 2012 na klinice Blízkovýchodní univerzity a byl pohřben v Cumhuriyet Parku v Nikósii. Jeho syn Serdar Denktaş je severokyperským ministrem financí.